# 罗克巴龙
罗克巴龙（法語：Rocbaron，法語發音：[ʁɔkbaʁɔ̃]）是法国普罗旺斯-阿尔卑斯-蓝色海岸大区瓦尔省的一个市镇，属于布里尼奥勒区。

## 地理
罗克巴龙（43°18'15"N, 6°5'27"E）面积20.28 平方千米，位于法国普罗旺斯-阿尔卑斯-蓝色海岸大区瓦尔省，该省份为法国东南部沿海省份，北起上普罗旺斯阿尔卑斯省，西北角与沃克吕兹省接壤，西接罗讷河口省，南濒地中海，东临滨海阿尔卑斯省。
与罗克巴龙接壤的市镇（或旧市镇、城区）包括：屈埃尔斯、福卡尔凯雷、加雷乌、内乌勒、皮热维尔、伊索勒河畔圣阿娜斯塔西。

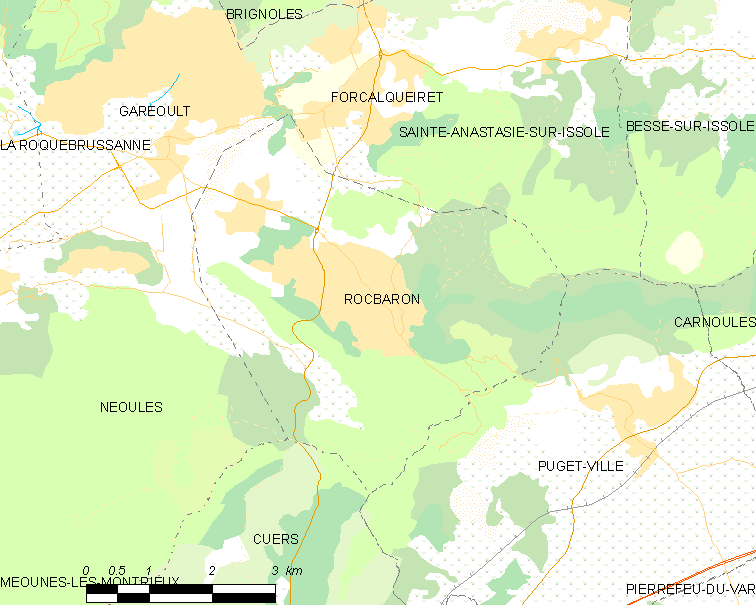
罗克巴龙的OSM定位图

罗克巴龙的时区为UTC+01:00、UTC+02:00（夏令时）。

## 行政
罗克巴龙的邮政编码为83136，INSEE市镇编码为83106。

## 政治
罗克巴龙所属的省级选区为加雷乌县。

## 人口

1962-2008年间罗克巴龙人口变化图示

罗克巴龙于2022年1月1日时的人口数量为5489人。